# The Confidence Trick (film 1904)
The Confidence Trick è un cortometraggio muto del 1904 diretto e interpretato da Lewin Fitzhamon.

## Trama
Un imbroglione e un falso curato rubano il portafoglio di un connazionale.

## Produzione
Il film fu prodotto dalla Hepworth.

## Distribuzione
Distribuito dalla Hepworth, il film - un cortometraggio della lunghezza di 53,3 metri - uscì nelle sale cinematografiche britanniche nel settembre 1904.
Non si hanno altre notizie del film che si ritiene perduto, forse distrutto nel 1924 quando il produttore Cecil M. Hepworth, ormai fallito, cercò di recuperare l'argento del nitrato fondendo le pellicole.